# Смитон, Джон
Джон Сми́тон  (англ. John Smeaton, 8 июня 1724 года, Осторп (англ.), Англия — 28 октября 1792 года, там же) — британский механик и инженер, строитель. Спроектировал третий маяк Эдистон (1759). Изобрёл цилиндрические меха (1760) для подачи воздуха в доменную печь. В английской историографии считается первым гражданским (не военным) инженером.
Член Лондонского королевского общества (1753) и Лунного общества.

## Биография
Джон Смитон родился 8 июня 1724 года в приходе Осторп, около города Лидс, на северо-востоке Англии, в семье юриста Уильяма Смитона и его жены Мэри Стоунс. Семья Смитона происходила из Шотландии. Среди его предков был один из деятелей реформации в Шотландии, ректор университета Глазго (1580) Томас Смитон (1536—1583) (англ.).
В юношеские годы Джон Смитон проявил интерес к механизмам. В это время он собрал водяной насос, который мог качать воду из пруда, а также небольшой токарный станок. Он окончил среднюю школу в Лидсе и в возрасте шестнадцати лет начал работу в юридической компании своего отца.

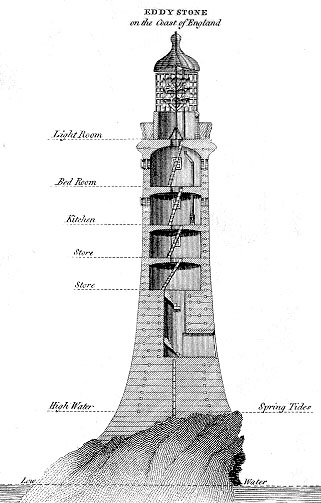
Маяк Эдистон

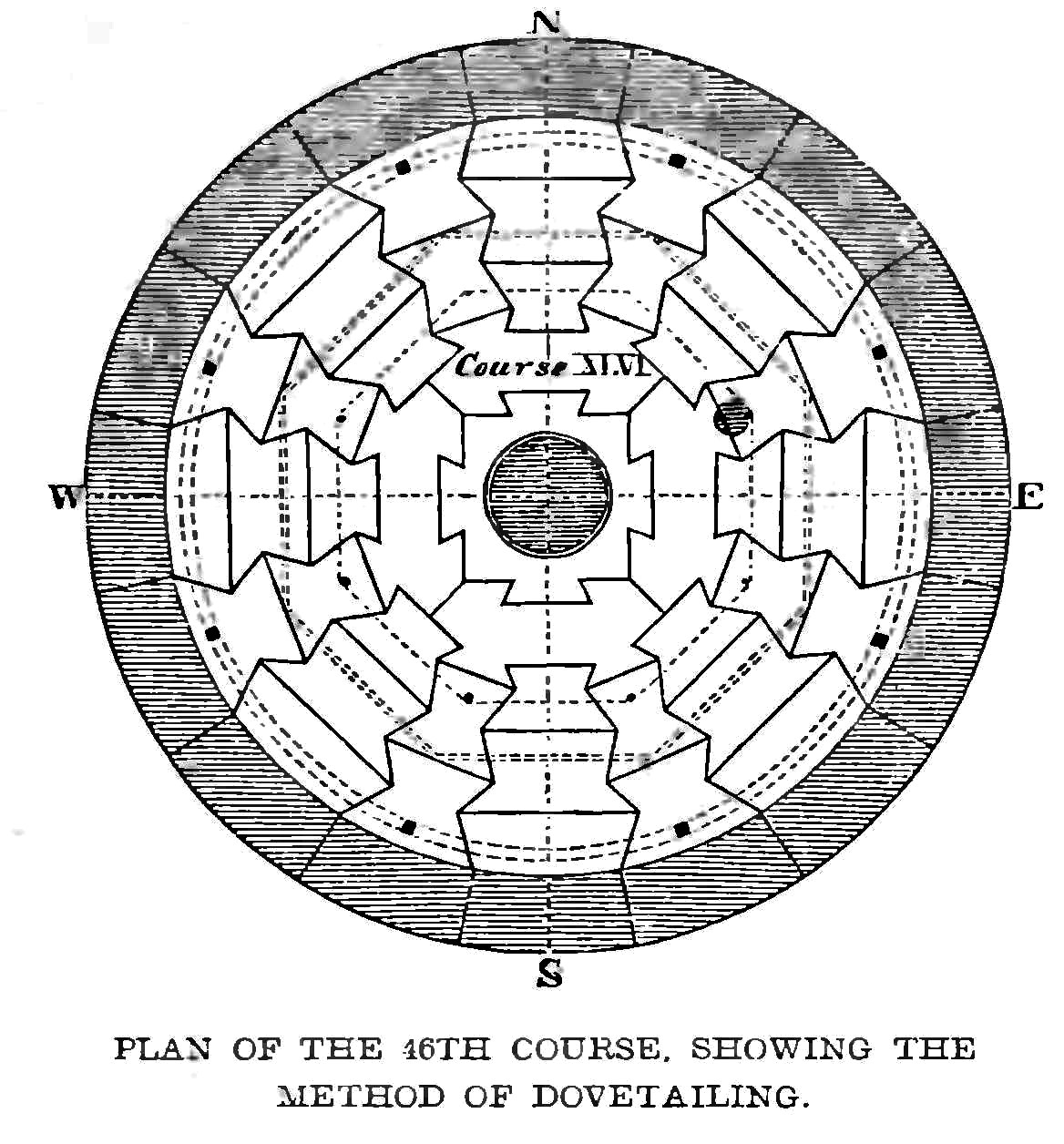
Разрез Маяка Эдистона. Крепление в виде ласточкиного хвоста обеспечивало надёжность строения в условиях частых штормов

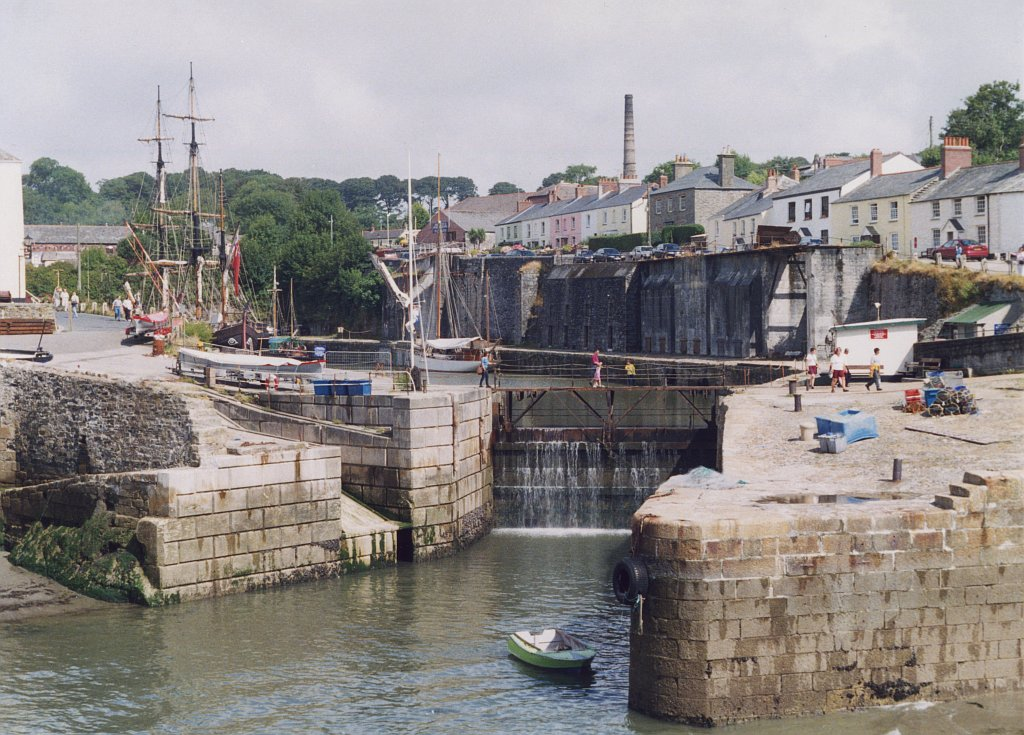
Гавань в Чарльзтауне (англ.), графство Корнуолл

В 1742 году он отправился в Лондон, чтобы продолжить юридическое образование, однако, почувствовав неприязнь к этой профессии, бросил учёбу и нанялся рабочим к мастеру, который изготовлял лабораторные и технические приборы. В 1750 году Смитон открыл в Лондоне свою собственную мастерскую. В это время он также работал в составе обслуживающего персонала на собрании Лондонского королевского научного общества, а в мае 1753 года стал членом общества. В период с 1750 по 1759 год Смитон подготовил несколько докладов для общества, которые были опубликованы в «Трудах» общества. Среди его работ этого времени была статья «Экспериментальное исследование силы ветра и воды для приведения в действие мельниц» за которую Смитон получил медаль Копли (1759) и которая была переведена на французский язык (1810).
В 1754 году Смитон совершил путешествие по Нидерландам с целью исследования строительства каналов и гаваней.
В 1755 году получил предложение построить новый маяк Эдистон и успешно осуществил этот проект в течение 1756—1759 годов. После строительства маяка, способности Смитона были признаны и он стал получать много предложений по проектированию сооружений.
В 1760 году Смитон изобрёл цилиндрические меха для подачи воздуха в доменную печь. Впервые они были использованы на Карронском металлургическом заводе (англ.).
По проектам Смитона было построено несколько мостов в Шотландии и один в Англии. Одной из самых значительных работ Смитона было проектирование и строительство канала Форт — Клайд (англ.). Смитон также принимал участие в проектировании нескольких гаваней, в частности, в Рамсгит.
8 июля 1756 года Смитон женился и в дальнейшем большую часть времени проводил в Осторпе. У него было две дочери. Смитон получил предложение от российской княгини Дашковой переехать в Россию, однако решил туда не ехать.
В 1768—1788 годах Смитон подготовил ещё несколько докладов для Лондонского королевского общества.
В последние годы жизни Смитон пытался упорядочить свои многочисленные исследования, однако успел отсортировать только материалы по маяку Эдистон. Его работы были упорядочены и изданы уже после его смерти.

## Маяк Эдистон
В 1755 во время пожара маяк Эдистон, сделанный преимущественно из древесины, был разрушен. Маяк стоял на небезопасном рифе в проливе Ла-Манш. Владелец маяка обратился к Дж. Паркеру, президенту Королевского общества, чтобы тот посоветовал инженера, который мог бы построить новый маяк. Тот сразу посоветовал Смитона. Смитон решил, что новый маяк должен быть построен из камня. В мае 1756 года он впервые посетил место, где должен быть построен маяк. После обследования местности, осложнённого постоянными штормами, Смитон завершил свой проект. Строительство маяка началось 3 августа 1756 года и завершилось в 1759 году. 16 октября 1759 года маяк начал работать. Маяк был высотой 18 м. Он использовался более ста лет — до 1877 года, когда начала разрушаться скала, на которой он стоял. Затем маяк был разобран и часть его установлена на берегу в Плимуте, а на его прежнем месте построен новый. Согласно английской историографии, при строительстве маяка Смитон впервые использовал гидравлическую известь, способную твердеть под водой.

## Мосты

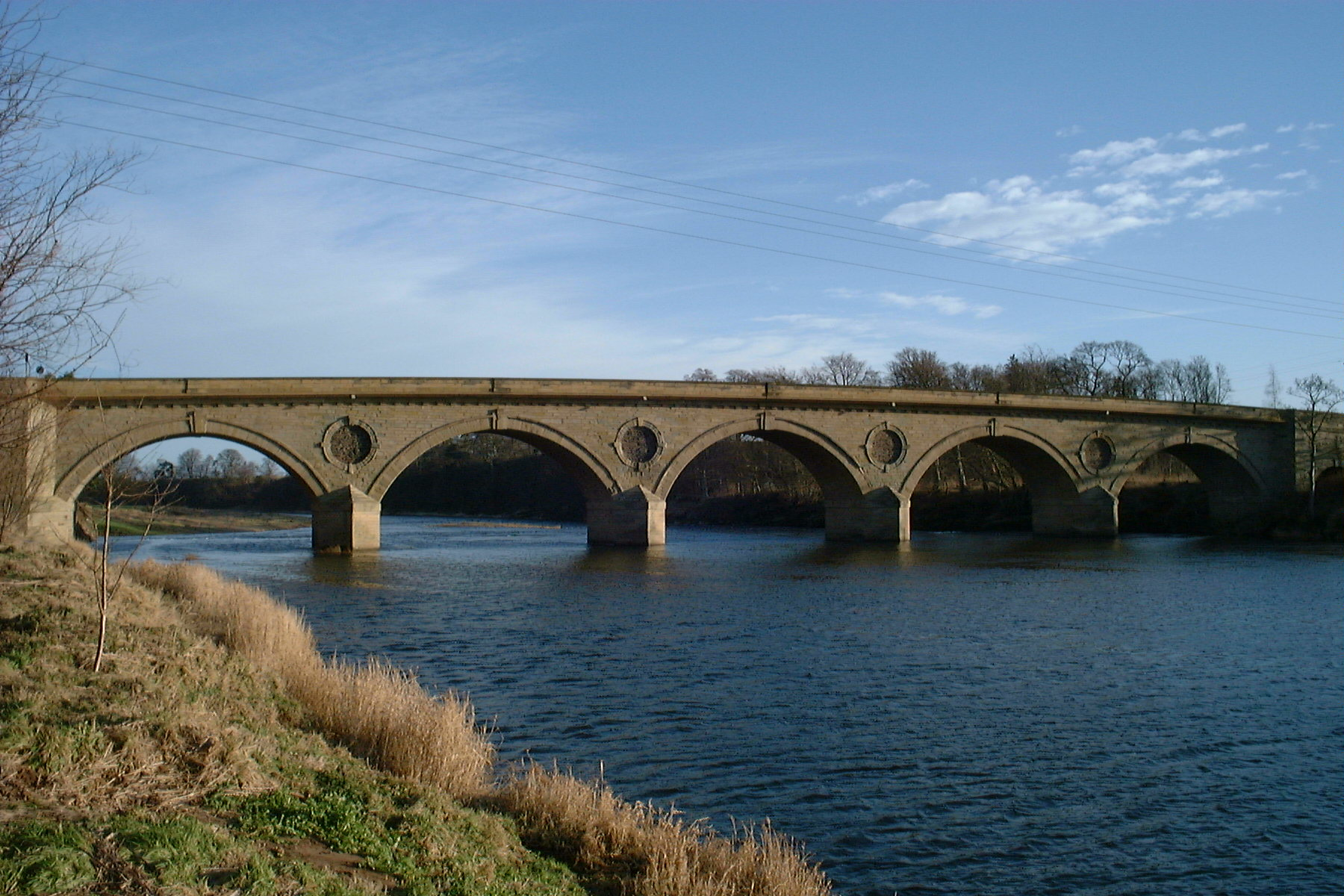
Мост в городе Колдстрим. Архитектор Дж. Смитон. 1763—1767 годы.

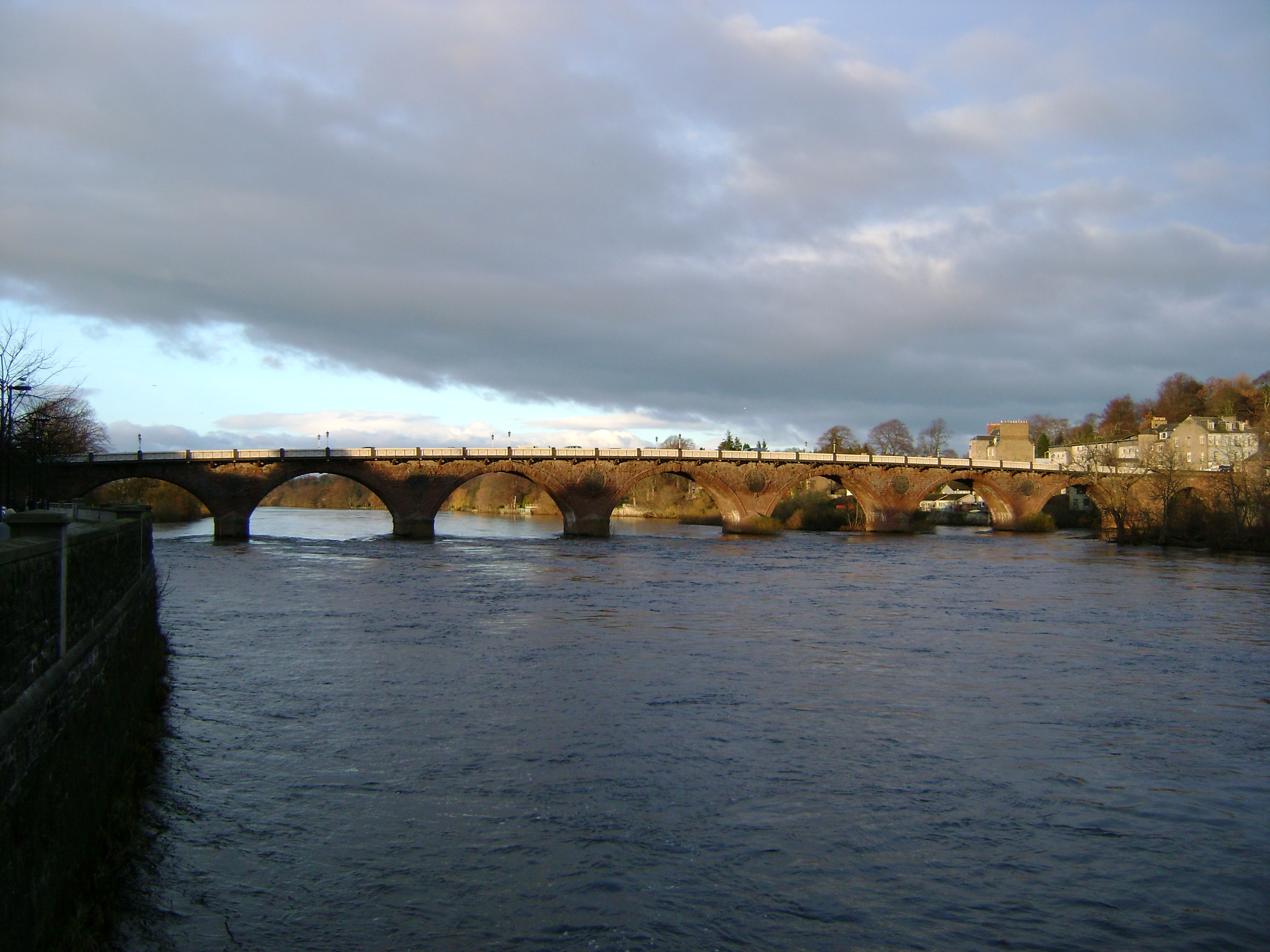
Мост Смитона в городе Перт, Шотландия. 1766—1771 годы.

В области мостостроения Смитон работал преимущественно в Шотландии. Здесь им было построено три хороших арочных моста — в городах Перт, Банф, Колдстрим, которые до сих пор используются. По его проекту был построен также один из мостов в Абердине (1775—1780). Его единственный мост в Англии был построен в 1777 году через реку Тайн в городе Хексем. В 1769 году, когда в Эдинбурге был разрушен новый Северный мост, Смитон был приглашен туда для его ремонта.

## Коэффициент Смитона
В уравнении подъёмной силы, которое использовали братья Райт при проектировании планеров, использовался коэффициент давления воздуха — «коэффициент Смитона».
| {\displaystyle L=k\;S\;V^{2}\;C_{L}} L = Подъёмная сила в фунтах k = Коэффициент давления воздуха (коэффициент Смитона) S = Общая площадь поверхности в квадратных футах V = Скорость (относительно воздуха) в милях в час CL = Коэффициент подъёмной силы (изменяется в зависимости от формы крыла) |

Этот коэффициент использовался в расчётах более 100 лет, и только испытания братьев Райт показали, что он требует корректировки.

## Произведения
- Smeaton’s Reports, 1812, 3 vols. (a brief memoir is given as an introduction to vol. i.)
- Reports of the late John Smeaton, FRS, made on various occasions, in the course of his employment as a civil engineer… — Second edition, in two volumes. — London:M. Teylor, 1837..
- John Smeaton’s diary of his journey to the Low Countries 1755. — Printed for the Newcomen society by the Courier press, 1938.